# Party in the U.S.A.
«Party in the U.S.A.» es una canción interpretada por la cantante estadounidense Miley Cyrus, incluida en el EP The Time of Our Lives (2009). Se estrenó en las radios pop de los Estados Unidos el 4 de agosto de 2009 como el sencillo principal del material, y una semana después salió a la venta en formato digital a través de la compañía discográfica Hollywood Records. Dr. Luke se encargó de la producción y la composición, esto último con la ayuda de los cantantes Jessie J y Claude Kelly. En un principio, se planeó que fuera Jessie quien interpretara el tema, pero esta rechazó la oferta al creer que no era lo suficientemente intenso para ella. Así, le cedieron el tema a Cyrus y ajustaron la letra para que encajase con ella. Sin sentirse totalmente identificada con «Party in the U.S.A.», Cyrus la escogió para formar parte de The Time of Our Lives, en parte porque necesitaba más temas para el EP. La música fusiona elementos que se encuentran dentro del R&B y el pop, mientras que la letra refleja su traslado desde Nashville (Tennessee) a Hollywood (California).
En términos generales, «Party in the U.S.A.» obtuvo reseñas positivas de los críticos musicales, quienes la reconocieron como una de las mejores canciones del EP y elogiaron su letra y la voz de la cantante. Además, tuvo un gran éxito comercial, pues alcanzó los diez primeros puestos en las listas musicales de países como Australia, Canadá, Francia, Hungría, Irlanda, Japón y Nueva Zelanda. En los Estados Unidos, ocupó el número 2 en el Billboard Hot 100 y se convirtió en el sexto sencillo digital más vendido de 2009. En dicho país, hasta julio de 2014, había vendido 5 542 000 descargas, y en diciembre de 2020 obtuvo la certificación de disco de diamante por la Recording Industry Association of America (RIAA), mientras que fue condecorado con cuatro discos de platino por la Canadian Recording Industry Association (CRIA).
El videoclip, dirigido por Chris Applebaum, se desarrolla principalmente en un autocine y rinde homenaje a la película Grease (1978) y a los días de novios de los padres de Cyrus. Recibió el premio MuchMusic Video Award al mejor vídeo internacional en la entrega de 2010. La artista interpretó la canción en las giras mundiales Wonder World Tour (2009), Gypsy Heart Tour (2011) y Bangerz Tour (2014). En los Teen Choice Awards de 2009, Cyrus usó una barra metálica durante la interpretación del tema —hecho que diversos críticos señalaron como pole dance—, lo que causó un fuerte escándalo mediático. Varios artistas han versionado la canción, entre ellos su compositora Jessie J, y «Weird Al» Yankovic la parodió.
Luego de la muerte del terrorista Osama bin Laden, «Party in the U.S.A.» fue considerado un «himno de celebración» para los estadounidenses. Las visitas a su vídeo en YouTube aumentaron y se llenaron de comentarios sobre el tema, aunque Cyrus se mostró en contra de que su tema fuese vinculado con la muerte del terrorista.

## Producción

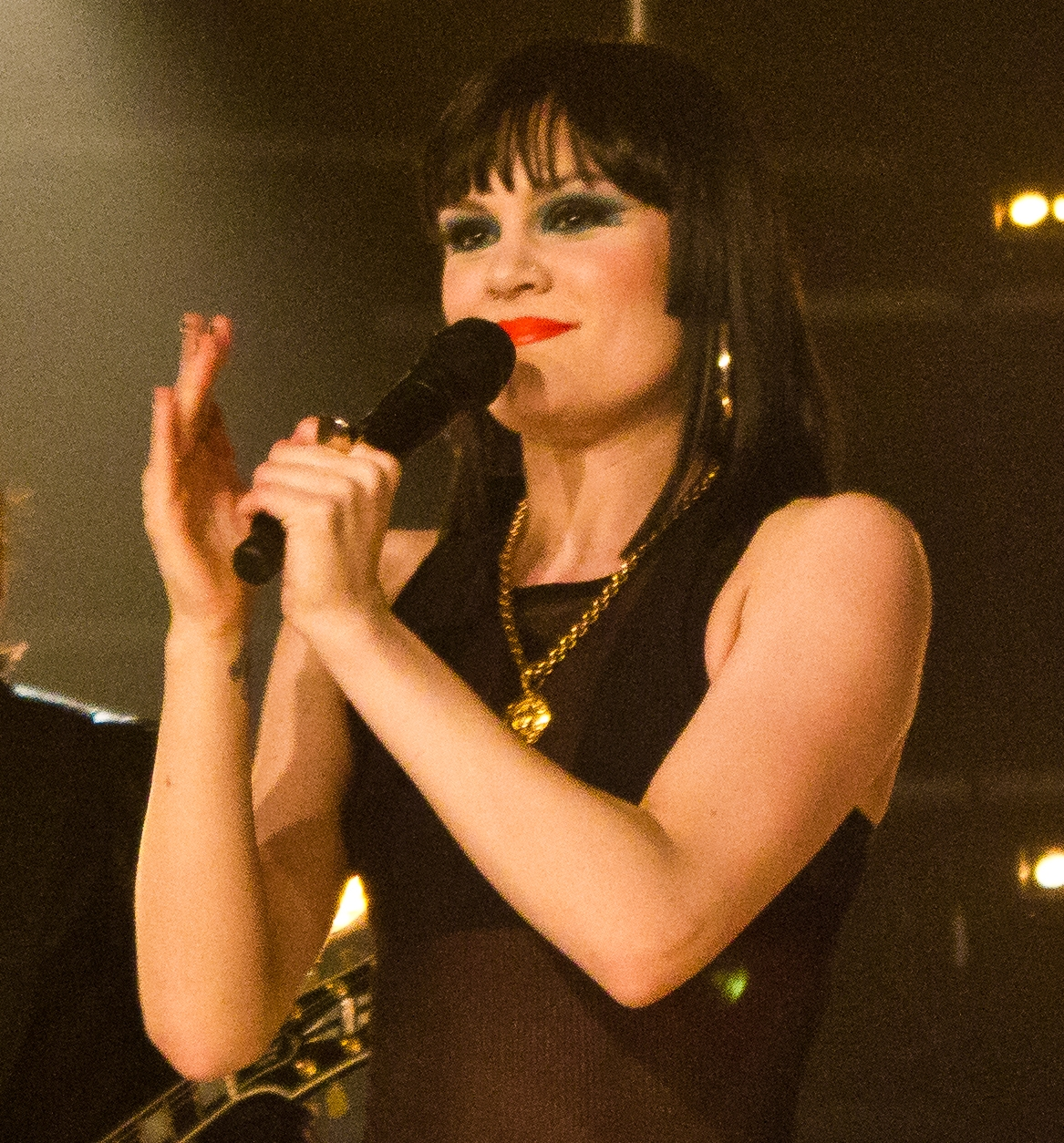
Jessie J, una de las principales compositoras de la canción

Poco después de firmar un contrato con Lava Records, la aspirante a cantante inglesa Jessie J comenzó a trabajar en su álbum debut, Who You Are. En su primera sesión de composición con los compositores y productores Dr. Luke y Claude Kelly, escribieron «Party in the U.S.A.» con la intención de que Jessie J la interpretara. Sin embargo, no grabó la canción porque consideraba que no era lo suficientemente intensa; explicó: «Y recuerdo que pensé que [...] era increíble, pero no estaba convencida de que era adecuada para mí al ciento diez por ciento. Es algo que se puede presentir». Tras ello, Cyrus, que se encontraba trabajando en un EP con Dr. Luke, fue la siguiente opción para interpretarla. El equipo compositor retocó la letra, con el propósito de crear un tema para promocionar la línea de ropa de Cyrus y Max Azria, de venta exclusiva en las tiendas de Walmart. Con el fin de complacer al público, Dr. Luke, Kelly y Jessie J se concentraron en componer una canción divertida y optimista que reflejase la imagen de Cyrus. Al respecto, Kelly comentó sobre los admiradores: «No solo piensan que están participando en una gran experiencia, sino que también adquieren una conexión con la artista». Acerca de sus contribuciones a la canción, dijo que buscaba imitar el estilo de Cyrus: «Es la misma canción desde un punto de vista diferente, hace falta encontrar esa perspectiva única». Para grabar la instrumentación, decidieron mezclar un sonido computarizado con «la calidez de la instrumentación en directo», utilizando guitarras eléctricas y una batería en vivo. Finalmente, Cyrus incluyó «Party in the U.S.A.» en la lista de canciones de The Time of Our Lives, en parte porque necesitaba más temas para el EP.
Cyrus declaró que «Party in the U.S.A.» no era un reflejo suyo musicalmente, pues prefería canciones más innovadoras. Dijo que el tema era «típicamente estadounidense», y comentó que nunca había oído una canción de Jay-Z, artista al que la letra hace referencia. Sin embargo, afirmó disfrutar con la música de Britney Spears, a la que también se menciona en la canción. «Party in the U.S.A.» se publicó como el primer sencillo de The Time of Our Lives, ya que Cyrus pensó que a su equipo le gustaba, aunque ella no se esperaba que fuese un éxito comercial. Se transmitió por primera vez en las emisoras de radio el 29 de julio de 2009, a raíz de la filtración del tema en Internet. La compañía Hollywood Records publicó «Party in the U.S.A.» en las radios oficialmente el 3 de agosto de 2009, y para descarga digital el 11 del mismo mes.

## Composición

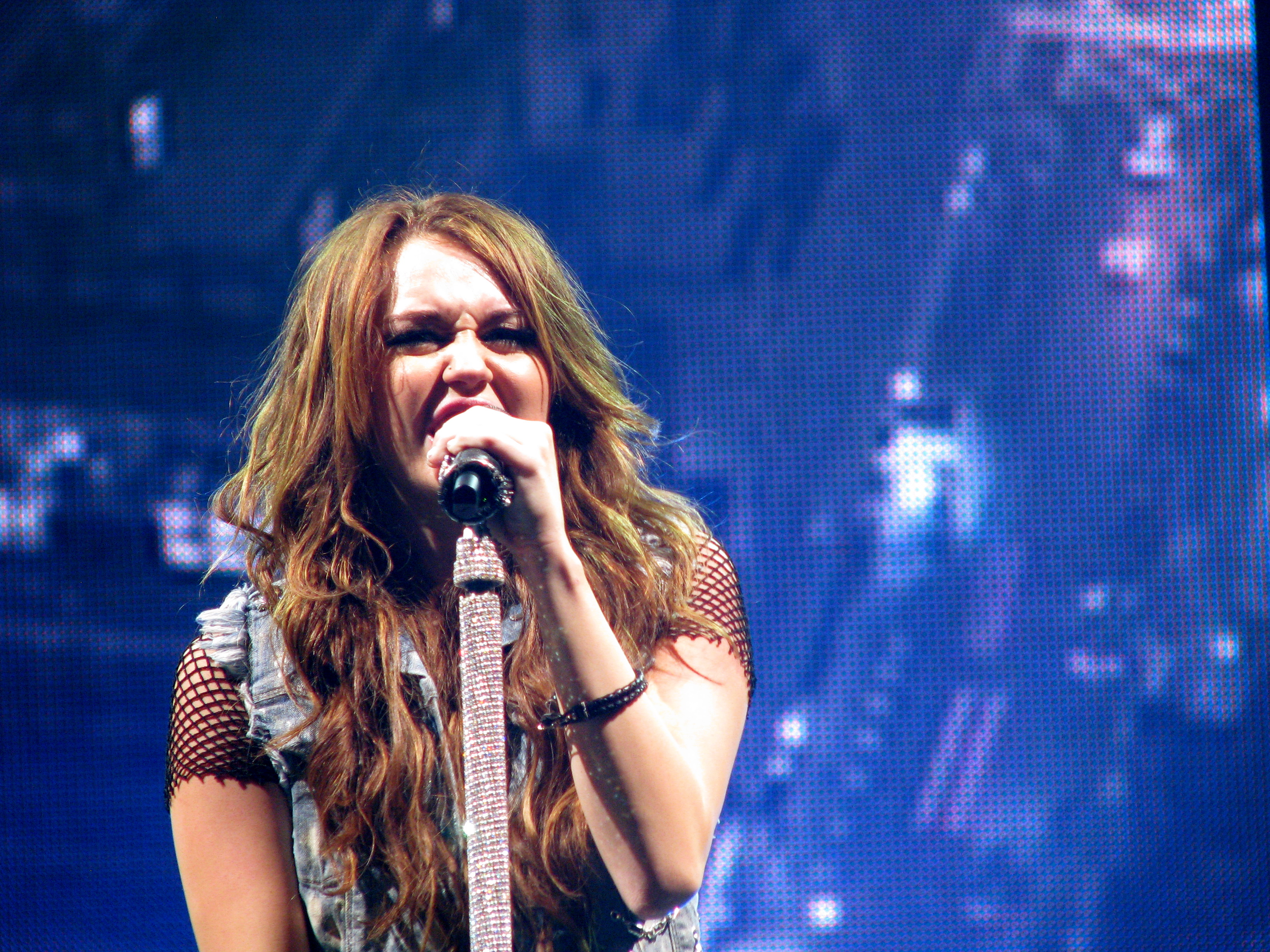
Cyrus interpretando la canción durante su primera gira mundial Wonder World Tour (2009)

«Party in the U.S.A.» es una canción dance pop con una duración de tres minutos y veintitrés segundos. Cuenta con elementos de R&B y pop y, según Michael Menachem de Billboard, contiene algunas influencias del reggae. Se establece en un compás de 4/4 y tiene un tempo moderado de 96 pulsaciones por minuto. Está compuesta en la tonalidad de fa mayor y el registro vocal de Cyrus abarca dos octavas, desde fa3 a re5. La canción tiene cierto estilo country alternativo y un estribillo «muy energético». Sigue la progresión armónica fa-la menor-re menor-do en la introducción y en la primera estrofa. La instrumentación se ha descrito como un «choque entre acordes de guitarra de jazz plumosos y una secuencia de bajo sintetizado retumbante que sirve como hook».
La letra de «Party in the U.S.A.» está compuesta en primera persona, y trata del traslado de Cyrus desde Nashville, Tennessee a Hollywood, California. En los versos, relata algunas de sus experiencias en Hollywood, como las críticas de sus compañeros a su forma de vestir, que la hacían sentir nostalgia e intimidación. Hacia el final de cada verso, la cantante escucha sus canciones favoritas de Jay-Z y Britney Spears, respectivamente, para afirmar en el estribillo que la hacen sentirse más segura de sí misma. Según Vicki Lutas, de la BBC, «aunque suene algo bochornoso, tu canción favorita puede hacerte sentir bien y más confiada, incluso si no lo estás realmente».

## Recepción crítica
«Party in the U.S.A.» recibió reseñas generalmente positivas de los críticos musicales. Michael Hann de The Guardian dijo que era «una linda canción pop». Posteriormente, en una crítica a la gira Wonder World Tour de Londres, explicó que era un recordatorio «de que el pop manufacturado no tiene por qué ser malo, si la manufactura es buena». Jaime Gill de Yahoo! Music comentó que «por suerte para Cyrus, [las otras canciones de The Time Of Our Lives] abandonan tu cerebro en cuestión de segundos tras sus acordes finales, por lo que es más fácil recordar el fresco [y] brillante éxito "Party in the U.S.A."». Mikael Wood, de la revista Time Out de Nueva York, la describió como una «melodía formidable [...] que demuestra que Miley es mucho mejor rapera de lo que se podría esperar». Bill Lamb de About.com le dio cuatro estrellas de cinco por la voz de Cyrus, la letra cautivadora y el inspirado cambio de ritmo, pero reconoció que la canción era algo ligera. Predijo que serviría para ampliar su «base de seguidores mientras poco a poco se convierte en una cantante de pop adulto». Heather Phares, de Allmusic, lo seleccionó entre los mejores temas del EP y lo describió como un himno de fiesta burbujeante, adecuado para el alter ego de Cyrus, Hannah Montana.
Erik Ernst de The Milwaukee Journal Sentinel dijo que la canción era «ridículamente pegadiza» y Mikael Wood, de la revista Entertainment Weekly, decidió que «Party in the U.S.A.» fue un vivaz experimento de Cyrus con la música urbana, puesto que ya dominaba los mercados de country y dance pop. Jessica Holland de The Observer la consideró uno de los temas más destacados de The Time of Our Lives. Michael Menachem, de Billboard, sostuvo que era una de las canciones más divertidas de Cyrus. Comentó que «Dr. Luke le da a la canción una energía reminiscente de Robyn y Gwen Stefani en sus inicios. Después de abordar con éxito los formatos de dance y country y la entrega de una de las más fuertes baladas del año («The Climb»), Cyrus continúa mostrando su impresionante gama». Ryan Brockington del New York Post explicó que, aunque el tema era más convencional que otros de los sencillos de Cyrus, no lo odió. Vicki Lutas de la BCC le otorgó cinco estrellas de cinco y la describió como «un soplo de aire fresco» y «seriamente bailable». Dijo que el mejor atributo de la canción era la voz de Cyrus, y señaló que la joven cantante posee la habilidad de hacer que siempre suene interesante. Al escuchar la pista, Lutas tuvo la sensación de que «de repente piensas que hay alguien más en la habitación y tienes todos los ingredientes para una gran fiesta dentro de una pequeña canción». Michael Cragg, de The Guardian, la incluyó en la cuarta posición de las diez mejores canciones de la cantante, y al respecto opinó que es un «ataque exuberante de pop puro», en el cual el estribillo es un «ejemplo perfecto de lo que sucede cuando cada línea es un hook mejor que el anterior».

## Recepción comercial

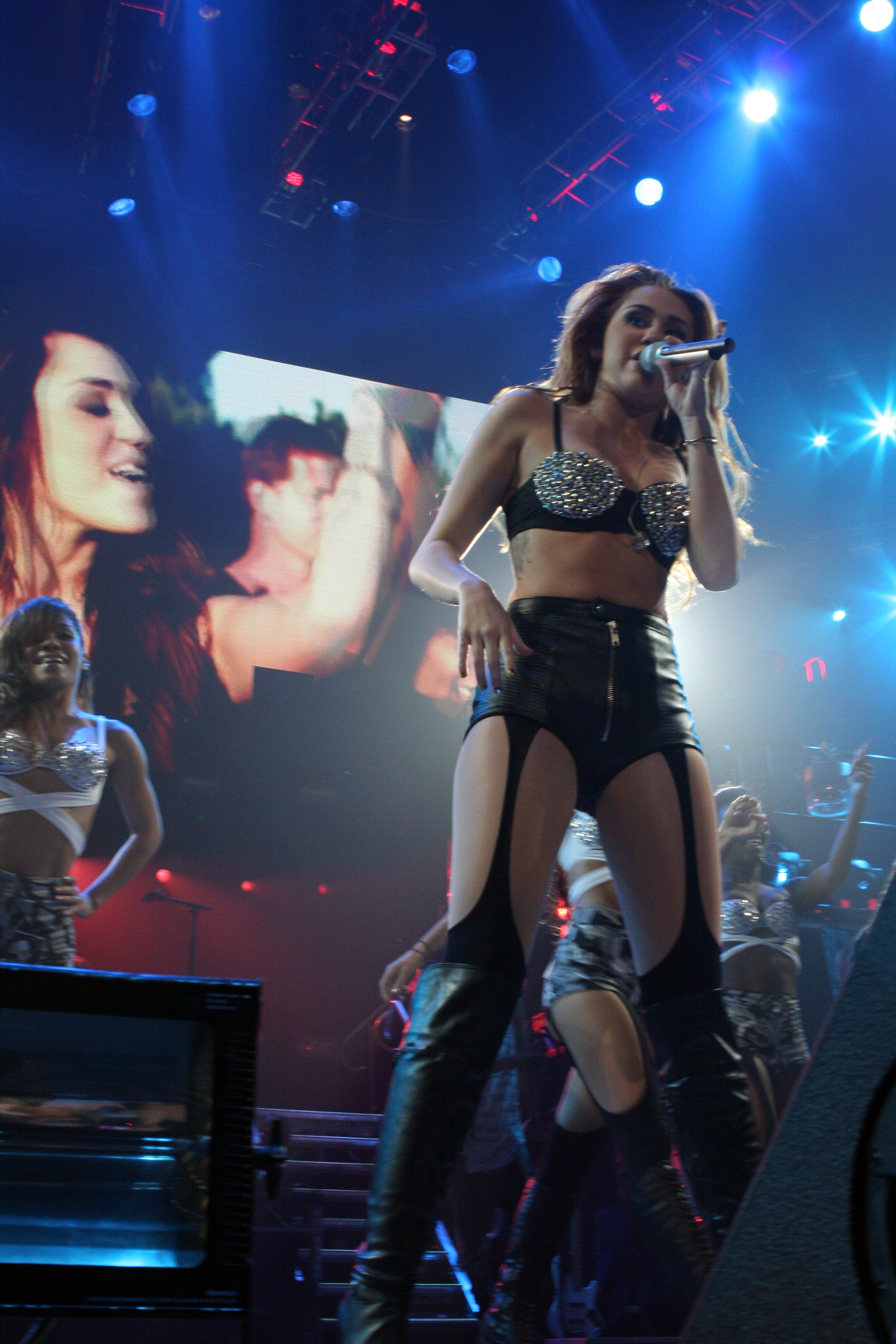
Cyrus interpretando el tema durante su segunda gira mundial, Gypsy Heart Tour en 2011

En Estados Unidos, «Party in the U.S.A.» debutó y alcanzó el puesto número dos en la lista Billboard Hot 100 en la semana del 29 de agosto de 2009, con más de 226 000 descargas digitales vendidas, lo que supuso el mejor debut hasta la fecha de un sencillo de Hollywood Records. Además, se convirtió en el mejor estreno por una artista solista femenina desde «Inside Your Heaven» de Carrie Underwood, que debutó en el número uno en julio de 2005. El sencillo se mantuvo un total de 28 semanas en la lista. También alcanzó el número uno en Pop Songs y Digital Songs, y llegó a las posiciones 8, 13 y 44 en Radio Songs, Adult Pop Songs y Hot Dance Club Songs, respectivamente. Según Billboard, «Party in the U.S.A.» fue el sexto sencillo con mayores ventas digitales de 2009 y el decimoctavo de todos los tiempos. En julio de 2025, fue certificada 15 veces disco platino por la Recording Industry Association of America (RIAA), en representación por quince millones de unidades equivalentes. Para enero de 2010, Cyrus se había convertido en la artista más joven con un sencillo descargado más de cuatro millones de veces, y el más vendido de Hollywood Records. En julio de 2014, «Party in the U.S.A.» había alcanzado las 5 542 000 descargas vendidas en Estados Unidos, donde se convirtió en el sencillo más vendido de Cyrus.
Además del éxito en Estados Unidos, también obtuvo una buena recepción comercial en otros países. Ocupó el tercer puesto en la Canadian Hot 100, y la Canadian Recording Industry Association (CRIA) la certificó con cuatro discos de platino por haber vendido 160 000 descargas digitales. En la semana del 13 de septiembre de 2009, ingresó en el número 14 de la lista oficial de Australia. La semana siguiente, ascendió al nueve, y en la del 8 de noviembre, llegó al seis. Obtuvo once discos de platino por la Australian Recording Industry Association (ARIA), por la venta de 770 000 unidades. También apareció en la undécima posición del conteo de Nueva Zelanda y alcanzó el número tres en la semana del 9 de noviembre de 2009. La Recording Industry Association of New Zealand (RIANZ) la certificó con siete discos de platino, tras distribuir 210 000 unidades. En el Japan Hot 100 de Japón, «Party in the U.S.A.» alcanzó la posición más alta en el número cuatro, el 23 de enero de 2010 y obtuvo un disco de oro por la Recording Industry Association of Japan (RIAJ).
En Reino Unido, debutó y alcanzó el puesto número 11, el 7 de noviembre de 2009, mientras que en Irlanda, ocupó el cinco. Por su parte, en la lista European Hot 100 Singles llegó al 17, el 6 en Francia y Hungría y el 12 en Noruega. Finalmente, tuvo una recepción comercial menor en otros países de Europa al alcanzar el top 40 en Austria, Bélgica (regiones Valona y Flamenca), República Checa, Dinamarca, España, Suiza y Suecia.

## Vídeo musical

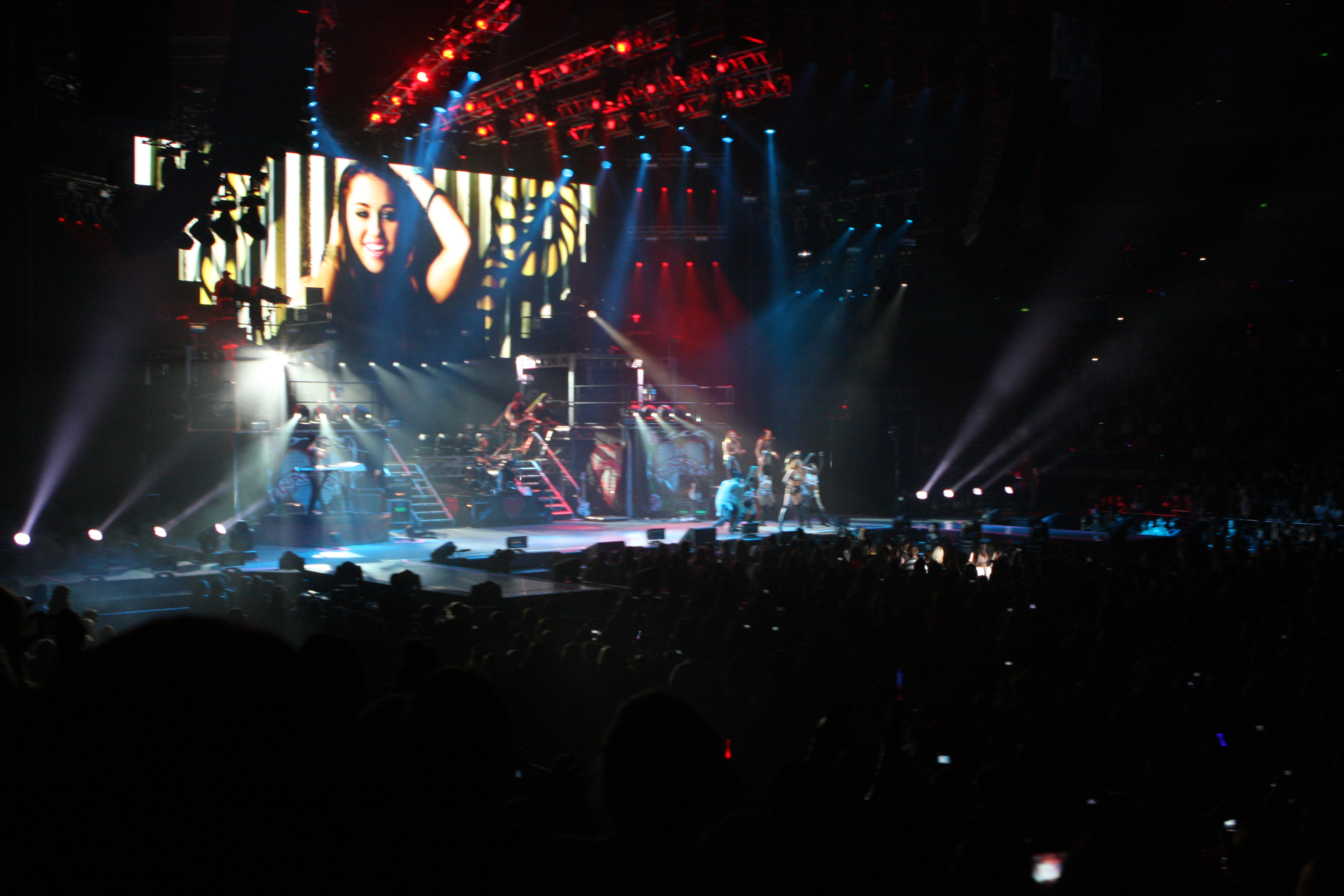
Durante la interpretación de «Party in the U.S.A.» en la gira Gypsy Heart Tour (2011), se muestra el vídeo oficial del tema en las pantallas

Chris Applebaum se encargó de la dirección del vídeo musical de «Party in the U.S.A.»; Cyrus ya tenía concebidas las ideas principales para el argumento. Su concepto se basaba en representar «gente blanca de clase baja con glamour y estilo». Le dijo a Applebaum que deseaba rendir homenaje a una de sus películas favoritas, Grease (1978) y a los días de novios de sus padres. El tema del vídeo estuvo inspirado en la escena de Grease donde John Travolta canta «Sandy». En la escena, el actor sale del coche y se dirige a un área de juegos infantiles, donde se sienta en un columpio e interpreta la canción, mientras que una película se proyecta en una pantalla al fondo. Como homenaje al noviazgo de los padres de Cyrus, esta y Applebaum llamaron al autocine que aparece en el vídeo «Corral Drive-In», igual que en el cine de Kentucky, donde sus padres se citaban. Applebaum comentó: «La mamá de Miley, Tish, conducía un Pontiac Firebird negro, modelo '79, en un estilo a Smokey and the Bandit (1977) y, evidentemente, es el coche en el que llega Miley».
El vídeo inicia mostrando un autocine tradicional. Cyrus llega en el Pontiac Trans Am 1979 negro, vestida con una camiseta negra, pantalón corto, botas vaqueras y un chaleco negro. A continuación se dirige junto a varias acompañantes a una camioneta azul, donde canta usando un micrófono digital. En el segundo verso, se apoya contra una pared donde figura pintado el nombre del autocine «Corral Drive-In». En la escena siguiente, una bandera estadounidense se despliega delante de un muro en un paisaje vacío, en el que Cyrus canta entre confetis brillantes que caen del cielo. La escena siguiente es nocturna: la cantante está en un columpio rodeada de bailarines subidos en las barras de mono circundantes; interpreta el último estribillo en un escenario con cuatro bailarinas, con la bandera estadounidense bajo la palabra «USA» al fondo. Hacia el final suceden escenas cortas de los espectadores que acuden al autocine, Cyrus caminando por este y ella actuando junto a sus acompañantes en las barras de mono. El vídeo finaliza con la cantante volteando su cabello en el escenario.
El 23 de septiembre de 2009, se mostró un fragmento de noventa segundos en Dancing with the Stars. Posteriormente ese mismo día, el vídeo se estrenó en línea en ABC's Music Lounge. Jocelyn Vena de MTV dijo que «el vídeo es una reminiscencia de la interpretación de Cyrus en los Teen Choice Awards durante el verano, exceptuando el pole dance». Bill Lamb de About.com opinó que reflejaba casi a la perfección los temas y el sonido de la canción y comentó que el ambiente general del vídeo era relajado, lo que, según él, también encajaba en el contexto del tema. Las respuestas a una encuesta sobre el vídeo realizada por MTV variaron entre los que «no lo captaban» por diversas razones y entre los que disfrutaron de la energía del vídeo, y pensaban que la incorporación de una pizca de seducción sexual era una progresión saludable para Cyrus. En los MuchMusic Video Awards 2010, ganó el premio al mejor vídeo de un artista internacional y recibió una nominación por vídeo internacional favorito, pero perdió ante «Whataya Want From Me» de Adam Lambert. En los vídeos más vistos de 2009 en YouTube, «Party in the U.S.A.» ocupó el cuarto puesto, con 54 millones de visitas durante el año.

## Interpretaciones en directo

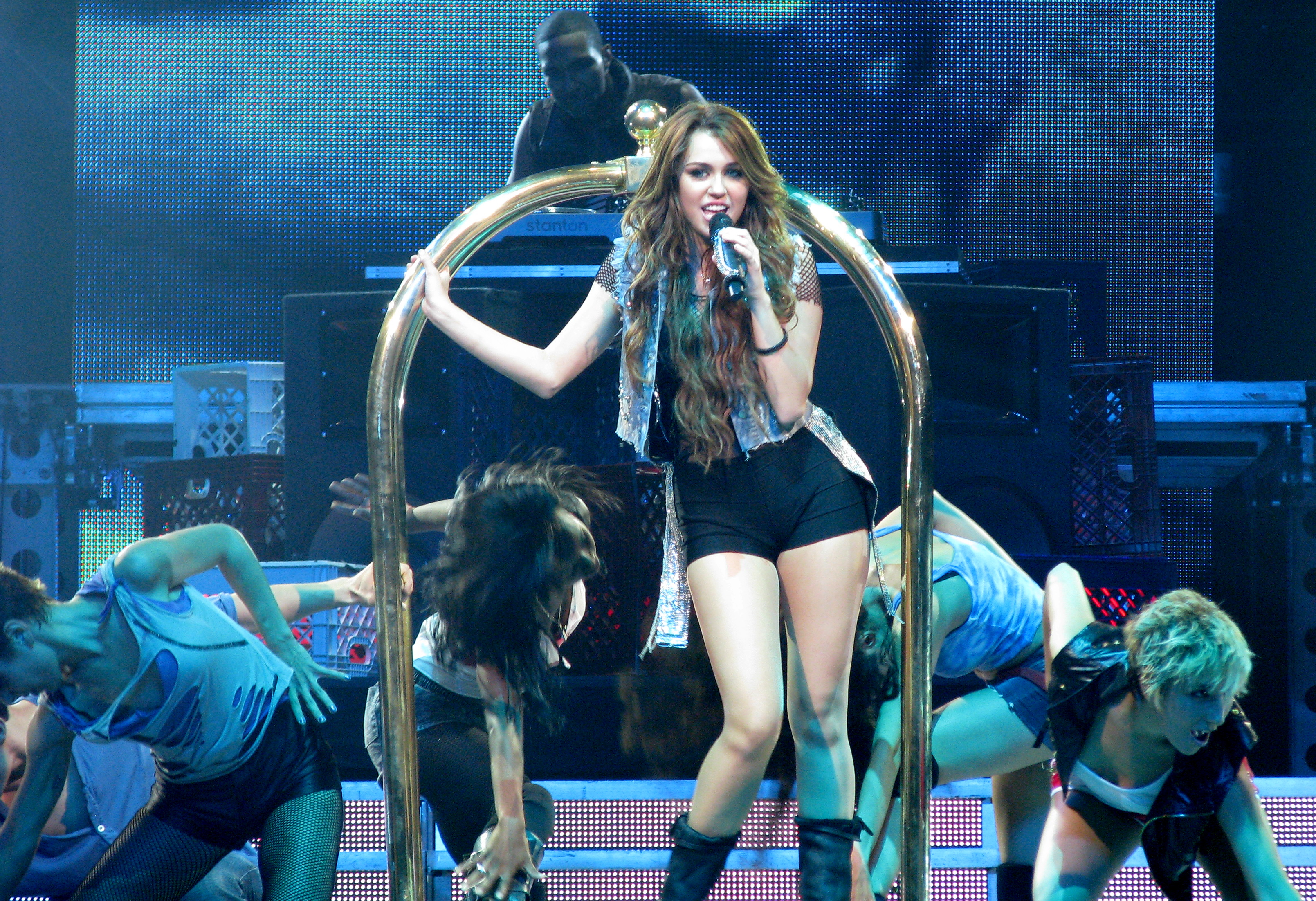
Cyrus interpretando la canción durante su gira Wonder World Tour en 2009

Cyrus interpretó la canción por primera vez en la ceremonia de los Teen Choice Awards, celebrada el 10 de agosto de 2009. Vestida con una camiseta sin mangas que revelaba parte de su sostén, pantalones cortos negros y botas de cuero, Cyrus emergió de un remolque junto a sus acompañantes. A mitad de la actuación, comienza a bailar encima de una carretilla de helados con una barra metálica —a lo que numerosos críticos se refirieron como un pole dance— durante aproximadamente cuarenta segundos. Cyrus describió su presentación como parte de su herencia cultural: «Mi actuación de esta noche es muy divertida, pero querría que fuese algo más que eso, algo así como "esto representa de donde vengo. Estoy muy orgullosa de ello". Con todas las chicas intentando ser un tipo Hollywood, con gafas enormes, y yo espantándolas». Ciertos medios de comunicación se escandalizaron por su forma de bailar, juzgada como demasiado sugestiva y sensual para un evento orientado a adolescentes, y Walt Disney Company emitió un comunicado distanciándose de la actuación. Ian Drew, subdirector de US Weekly, dijo: «Ella ya tiene una imagen algo sugerente, así que realmente no se salió mucho de tono. Britney se consagró de la misma forma, como la niña buena que se volvió mala, y parece que la estrategia le está funcionando a Miley también». Otros críticos la compararon negativamente con Spears, pero Cyrus expresó satisfacción por las comparaciones en un mensaje en su cuenta oficial de Twitter. La psicóloga infantil Wendi Fischer dijo en Newsday: «Cyrus estaba comunicándoles a sus seguidores que los bailes sugerentes son aceptables», lo que, según su propia opinión, era inaceptable. «Miley tiene solo dieciséis años. ¿Por qué apresurarse?». Otros críticos defendieron a Cyrus, como lo hizo Apryl Duncan, de About.com, quien opinó que «los espectadores debieron fijarse en sus logros y en los seis premios que ganó esa noche, en lugar de la sensualidad de la actuación». Por otro lado, Andrew Unterberger, de Billboard, la incluyó en el puesto 86 de las 100 mejores presentaciones en ceremonias de premios de todos los tiempos.  Debido a la controversia, Cyrus cambió la carretilla de helados por un carro de equipaje en su gira de entonces. En 2023 habló en defensa de su actuación, aclarando que lo que parecía un acto de pole dance fue más bien su manera de mantener la estabilidad mientras llevaba tacones.
Continuando con la promoción del sencillo y de The Time of Our Lives, Cyrus actuó en The Today Show y en VH1 Divas de Estados Unidos, donde se unió a artistas como Sheryl Crow, Jennifer Hudson, Leona Lewis, Kelly Clarkson y Jordin Sparks, entre otros. En la gala, también interpretó la canción de Sheryl Crow «If It Makes You Happy» junto con esta. En el invierno, realizó varias actuaciones en Reino Unido, como en el programa radial Jingle Bell Ball de 95.8 Capital FM, la gala anual para la familia real británica, Royal Variety Performance, celebrada en el Royal Opera House, en el programa de entrevistas Alan Carr: Chatty Man y en The Late Late Show. Una vez completada la promoción, Cyrus presentó la canción en el festival Rock in Rio en Lisboa (Portugal), y Madrid, España; en la discoteca 1515 Club de París, Heaven y G-A-Y de Londres, el programa matutino Good Morning America, la ceremonia MuchMusic Video Awards, y en un concierto en el House of Blues en Los Ángeles, transmitido por más de treinta sitios web de MTV Networks.
Cyrus interpretó el tema en su primera gira mundial, Wonder World Tour, que comenzó en septiembre y finalizó en diciembre de 2009. Durante cada presentación, vestía un top, pantalón corto, botas de cuero negros y un chaleco azul vaquero; el vídeo de fondo mostraba imágenes de varios sitios y representaciones de Estados Unidos. Después de recorrer todo el escenario con sus bailarines, a la mitad del número se montaba en un carrito de equipaje que la transportaba de nuevo por el escenario. El verso en la que hacía referencia a Jay-Z fue sustituido por otro sobre Michael Jackson en todas las actuaciones en directo. Mikael Wood de Los Angeles Times, que asistió al concierto del Staples Center en Los Ángeles, California el 22 de septiembre de 2009, opinó que «Cyrus consiguió una aproximación razonable a un rapero» en su presentación. Dave Paulson de The Tennessean informó que la actuación del concierto del 25 de noviembre, en el Sommet Center de Nashville, «recibió aplausos de los distinguidos Jonas Brothers». También interpretó la canción en su segunda gira mundial, Gypsy Heart Tour en 2011, ataviada con una chaqueta de color rojo —posteriormente cambiada por una de color blanco—, pantalón corto con lentejuelas negro y botas de cuero del mismo color. El equipo de redacción de Evenpro comentó que su «reconocidísimo hit puso a todo el público de pie. Los enloquecidos admiradores brincaban y coreaban el popular tema mientras que Miley, con una gran sonrisa en los labios, prendía una auténtica fiesta en el escenario». Del mismo modo, el sitio Noticias.com.ve, en su presentación en Venezuela, dijo que la interpretación «puso a bailar a los asistentes». El periódico mexicano Crónica indicó que la intérprete logró cautivar a su público, mientras que Record señaló que Cyrus «armó la fiesta».

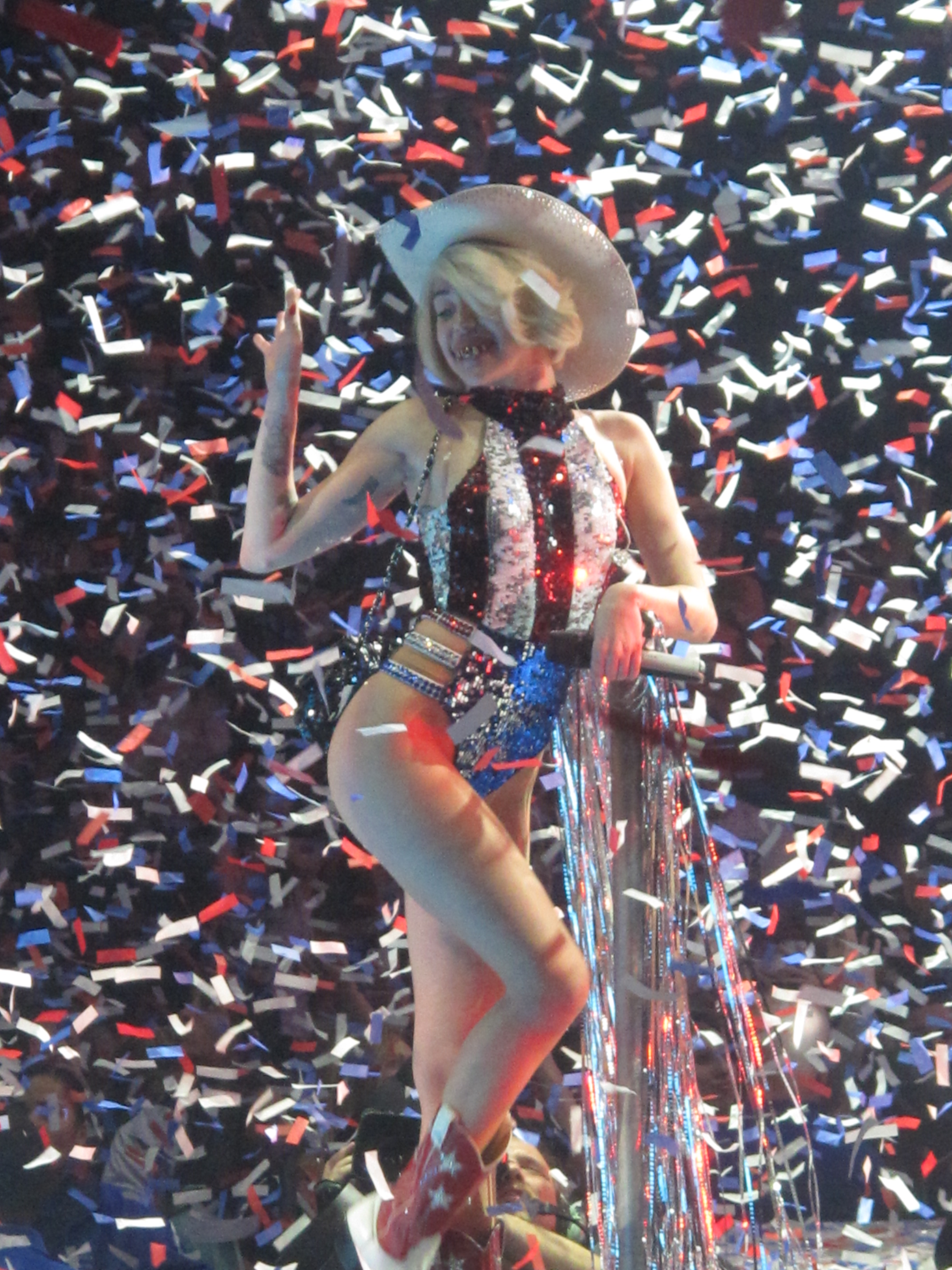
Cyrus interpretando la canción durante su gira mundial Bangerz Tour en 2014

La cantante interpretó el tema en el programa Jimmy Kimmel Live!, el 25 de junio de 2013, como el número de cierre en el miniconcierto que ofreció; también cantó «Fall Down» —donde actuó will.i.am— y «We Can't Stop». Vestía un pantalón corto negro, «una camiseta muy corta y unas altas botas hasta la rodilla». Posteriormente, el 21 de septiembre del mismo año, se presentó en el iHeartRadio Music Festival de Las Vegas, donde volvió a cantar «Party in the U.S.A.», además de «We Can't Stop», «Wrecking Ball» y una versión de «Look What They've Done To My Song» de Melanie Safka. La artista causó controversia con el vestuario utilizado para el evento, pues vestía una malla color blanca con agujeros grandes que dejaban ver todo su cuerpo. Además, llevaba unas mangas blancas y un «cubre-pezones», en lugar de un sostén. Un reportero de la revista Wapa la consideró «un atuendo digno de Lady Gaga», mientras que un periodista de People en Español comentó: «(...) Miley redobló la apuesta subiendo al escenario con un ultrarevelador ¿vestido? de red color blanco que permitía ver todo lo que había —y lo que no había (como un sostén, por ejemplo)— debajo del mismo». El 6 de diciembre de 2013, se presentó por primera vez en el Jingle Ball National Tour, realizado en el Staples Center de Los Ángeles; allí, interpretó «Party in the U.S.A.», junto con las canciones del álbum Bangerz, «We Can't Stop», «Wrecking Ball», «Adore You», «Get It Right» y una versión de «Summertime Sadness» de Lana Del Rey.
«Party in the U.S.A.» también formó parte de la gira de 2014 Bangerz Tour, como el último tema del repertorio. En la actuación, la cantante y sus bailarinas estaban vestidas con trajes coloreados con la bandera estadounidense. En un momento de la presentación, Cyrus simuló tener sexo oral con uno de los bailarines, disfrazado como el expresidente Bill Clinton. El 15 de septiembre de 2017, durante la promoción de su sexto álbum de estudio Younger Now, ofreció un concierto acústico —grabado en los Rainbowland Studios y transmitido en el programa Live Lounge de la BBC Radio 1— e interpretó «Party in the U.S.A.», entre otros temas. Ese mismo mes, la interpretó durante el festival iHeartRadio Music en Las Vegas. En el festival de música BBC Radio 1's Big Weekend, celebrado el 25 de mayo de 2019 en Inglaterra, el tema formó parte del repertorio que incluyó además sencillos anteriores y tres canciones nuevas. En junio de 2021, presentó el sencillo en Miley Cyrus Presents Stand by You, un concierto especial del mes del orgullo que se transmitió a través de la plataforma de streaming Peacock.

## Versiones de otros artistas
Kidz Bop Kids, banda infantil estadounidense, grabó una versión de la canción para su álbum de estudio Kidz Bop 17, publicado en enero de 2010. James Christopher Monger de Allmusic la declaró uno de los mejores temas del álbum, y la describió como inspirada por el «mismo karaoke alegre que alimentó las entregas anteriores». En un episodio de la sexta temporada de The Office, los personajes Andy Bernard —interpretado por Ed Helms— y Erin Hannon —interpretada por Ellie Kemper— realizaron una parodia del tema utilizando una guitarra acústica. Kelly West, de Cinema Blend, escribió: «Aunque era adorable verlos a los dos cantar juntos, el ritmo de su coqueteo es tan torpe (y tan encantador) como el ritmo de la canción que intentaron interpretar». El 2 de septiembre de 2009, un grupo de chicos homosexuales publicaron una parodia de la canción titulada «Party in the F.I.P». En el vídeo, los chicos se divierten en el balneario para gais y lesbianas Fire Island Pines —de ahí el título—, mientras fingen que cantan haciendo sincronía de labios. Tanto Cyrus como los directivos de la compañía Disney, que por norma denuncian cualquier infringimiento de derechos de autor, se mostraron interesados en el vídeo. La compositora original de la canción, Jessie J, realizó una versión en directo en un concierto para iHeartRadio en abril de 2011. El 26 de mayo de ese año, en un episodio del programa de entrevistas Late Night with Jimmy Fallon, «Party in the U.S.A.» fue versionada al estilo de Crosby, Stills, Nash & Young. El anfitrión Jimmy Fallon, que cantó como el vocalista principal —personificando a Neil Young—, tocaba una guitarra acústica y la armónica. David Crosby y Graham Nash, ambos miembros de Crosby, Stills, Nash & Young, se unieron a Fallon con armonías vocales. Matthew Perpetua de Rolling Stone describió el número como «una versión de "Party in the U.S.A." triste y muy bien armonizada, que logró convertir el alegre himno juvenil en una canción de protesta de los setenta». Una parodia titulada «Party in the CIA» figuró en el decimotercer álbum de estudio de «Weird Al» Yankovic, Alpocalypse (2011). Antes de los Juegos Olímpicos de Londres 2012, la selección femenina de fútbol de los Estados Unidos realizó un vídeo de la canción utilizando la sincronización de labios. El elenco femenino de la película estadounidense Pitch Perfect (2012) también versionaron el tema a capela; figuró en la banda sonora de la misma junto con otras canciones mostradas en el filme. Como reseña, Heather Phares, de Allmusic, sostuvo que las versiones de este tipo «ayudan a hacer un sonido fresco otra vez».

## Impacto en los medios sociales
| Tengo que confesar que mi lista de reacciones a la noticia no incluía ni de lejos «ver un vídeo de Miley Cyrus». El motivo por el que se le ocurrió a otros es sin duda tan simple como parece: es una canción de éxito reciente con las palabras «fiesta» y «EE. UU.» en el título. Para encontrar algo más apto haría falta pensar demasiado. El vídeo de Cyrus [...] está repleto de todas las cosas que nos gustan tanto y hacemos bien: un autocine, camiones, coches potentes, Daisy Dukes y banderas gigantes. Al igual que la muerte de Bin Laden, es una oportunidad para celebrar nuestra propia identidad. —Nitush Adebe de New York acerca de que la canción se convirtiera en un himno por la muerte del terrorista. |

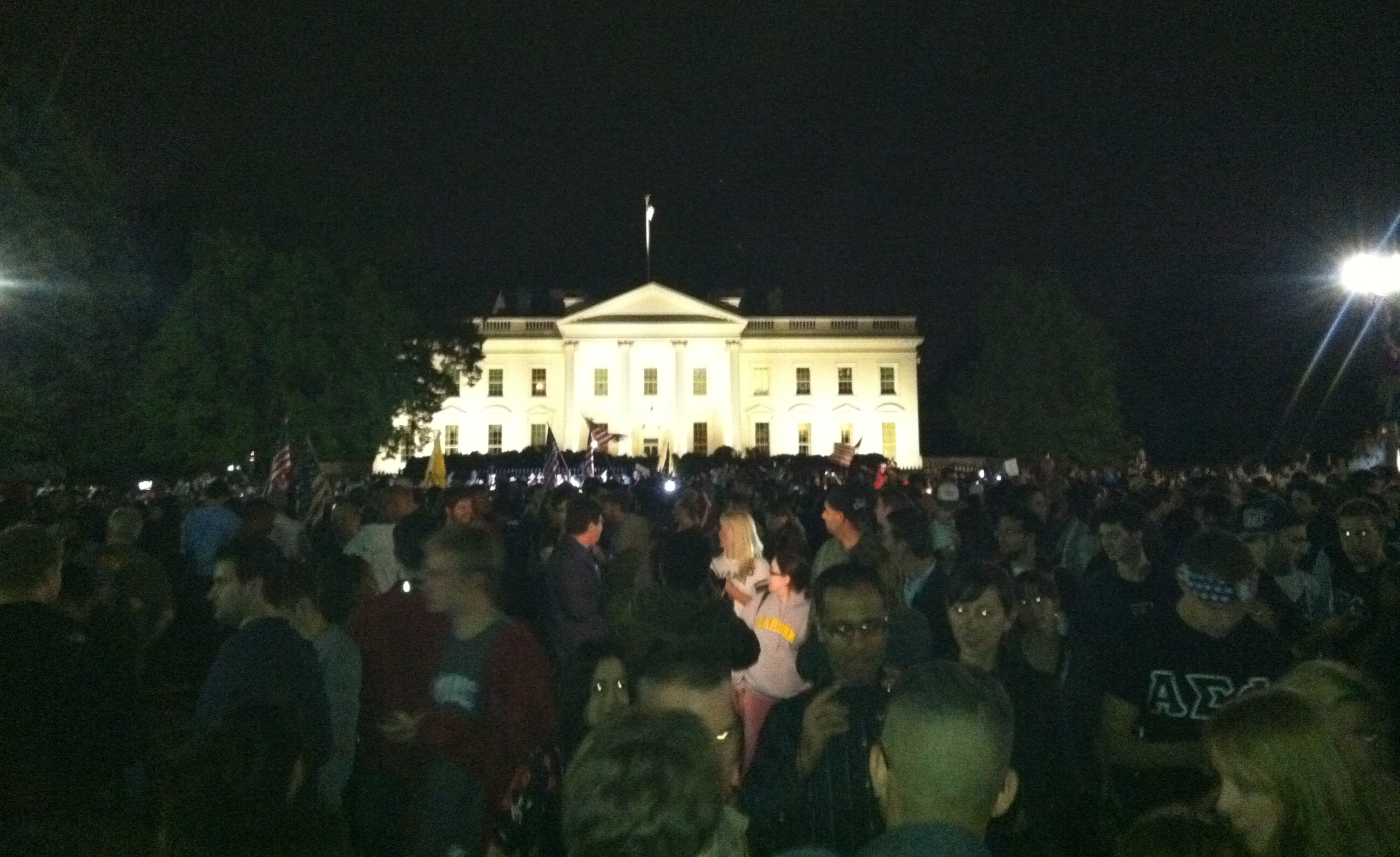
Tras la muerte del terrorista Osama bin Laden, varios individuos nombraron a «Party in the U.S.A.» como un himno de celebración, debido a su letra. En la imagen, varias personas celebrando a las afueras de la Casa Blanca

Tras la muerte del terrorista Osama bin Laden el 1 de mayo de 2011, hubo un resurgimiento del vídeo de «Party in the U.S.A.». Las visitas en su vídeo oficial en YouTube subieron rápidamente y se llenó de comentarios sobre la muerte del terrorista, y el tema fue adoptado inmediatamente como un himno de celebración del evento. El evento continuó en otros medios sociales, como Facebook y Twitter y figuró en las fiestas celebradas por miles de personas en Times Square, Wall Street y la Casa Blanca. Sin embargo, Cyrus afirmó haber estado en contra de que el tema fuese vinculado a la política tras la muerte del terrorista. Al respecto comentó: «No quiero juntar la figura de Osama Bin Laden con mi canción, aunque mi tía Dolly [Dolly Parton] dice que cualquier publicidad es buena y en cualquier circunstancia. Políticamente, no tengo ningún comentario acerca de esto, no me interesa darle las gracias a Osama por hacer de mi tema el número uno de las listas de popularidad».

## Formatos y lista de canciones
| Mundo - Descarga digital |                                           |          |  |
| N.º                      | Título                                    | Duración |  |
| 1.                       | «Party in the U.S.A.» (Versión del álbum) | 3:22     |  |

| Europa y Japón - Sencillo en CD/Descarga digital |                                                  |          |  |
| N.º                                              | Título                                           | Duración |  |
| 1.                                               | «Party in the U.S.A.» (Versión del álbum)        | 3:22     |  |
| 2.                                               | «Party in the U.S.A.» (Wideboys Full Club Remix) | 5:24     |  |

| Australia y Europa - EP digital |                                                  |          |  |
| N.º                             | Título                                           | Duración |  |
| 1.                              | «Party in the U.S.A.» (Versión del álbum)        | 3:22     |  |
| 2.                              | «Party in the U.S.A.» (Wideboys Full Club Remix) | 5:24     |  |
| 3.                              | «Party in the U.S.A.» (Cahill Club Remix)        | 5:45     |  |

| Australia y Norteamérica - Maxisencillo/Descarga digital |                                          |          |  |
| N.º                                                      | Título                                   | Duración |  |
| 1.                                                       | «Party in the U.S.A.» (Cahill Remix)     | 3:08     |  |
| 2.                                                       | «Party in the U.S.A.» (Cosmo Remix)      | 3:22     |  |
| 3.                                                       | «Party in the U.S.A.» (JWeezy Remix)     | 3:11     |  |
| 4.                                                       | «Party in the U.S.A.» (Wideboys Remix)   | 3:11     |  |
| 5.                                                       | «Party in the U.S.A.» (JWeezy Urban Fix) | 3:24     |  |

## Posicionamiento en listas
| País (Lista 2009–2024)                    | Mejor posición |
| ----------------------------------------- | -------------- |
| Australia (Listas musicales de Australia) | 6              |
| Austria (Ö3 Austria Top 40)               | 30             |
| Bélgica (Ultratop 50 Flandes)             | 39             |
| Bélgica (Ultratop 50 Valonia)             | 18             |
| Canadá (Canadian Hot 100)                 | 3              |
| Dinamarca (Tracklisten)                   | 23             |
| Eslovaquia (Rádio Top 100 Oficiálna)      | 27             |
| España (PROMUSICAE)                       | 32             |
| Estados Unidos (Billboard Hot 100)        | 2              |
| Estados Unidos (Adult Pop Songs)          | 13             |
| Estados Unidos (Pop Songs)                | 1              |
| Estados Unidos (Digital Songs)            | 1              |
| Estados Unidos (Radio Songs)              | 8              |
| Estados Unidos (Dance/Club Play Songs)    | 44             |
| Europa (European Hot 100 Singles)         | 17             |
| Francia (SNEP)                            | 6              |
| Global 200 (Billboard)                    | 111            |
| Global Excl. U.S. (Billboard)             | 173            |
| Hungría (Mahasz)                          | 6              |
| Irlanda (IRMA)                            | 5              |
| Japón (Japan Hot 100)                     | 4              |
| Noruega (VG-lista)                        | 12             |
| Nueva Zelanda (RIANZ)                     | 3              |
| Reino Unido (UK Singles Chart)            | 11             |
| República Checa (Rádio Top 100 Oficiální) | 21             |
| Suecia (Sverigetopplistan)                | 22             |
| Suiza (Schweizer Hitparade)               | 41             |

| País (Lista 2009)                  | Posición |
| ---------------------------------- | -------- |
| Australia                          | 37       |
| Canadá                             | 33       |
| Estados Unidos (Billboard Hot 100) | 29       |
| Hungría                            | 124      |
| Nueva Zelanda                      | 17       |
| Reino Unido                        | 154      |
| País (Lista 2010)                  | Posición |
| Australia                          | 95       |
| Bélgica (Ultratop Valonia)         | 97       |
| Canadá                             | 75       |
| Estados Unidos (Billboard Hot 100) | 67       |
| Europa                             | 78       |
| Francia                            | 49       |
| Hungría                            | 59       |
| País (Lista 2022)                  | Posición |
| Australia                          | 83       |
| País (Lista 2023)                  | Posición |
| Australia                          | 69       |

## Certificaciones
| País (organismo certificador) | Certificación | Unidades certificadas | Ref.    |
| ----------------------------- | ------------- | --------------------- | ------- |
| Alemania (BVMI)               | Platino       | 300 000               | [ 167 ] |
| Australia (ARIA)              | 14× Platino   | 980 000               | [ 43 ]  |
| Brasil (Pro-Música Brasil)    | 2× Platino    | 120 000               | [ 168 ] |
| Canadá (CRIA)                 | 4× Platino    | 160 000               | [ 41 ]  |
| Dinamarca (IFPI)              | 2× Platino    | 180 000               | [ 169 ] |
| España (PROMUSICAE)           | Platino       | 60 000                | [ 170 ] |
| Estados Unidos (RIAA)         | 15× Platino   | 15 000                | [ 36 ]  |
| Italia (FIMI)                 | Platino       | 100 000               | [ 171 ] |
| Japón (RIAJ)                  | Oro           | 100 000               | [ 47 ]  |
| Noruega (IFPI)                | 3× Platino    | 180 000               | [ 172 ] |
| Nueva Zelanda (RIANZ)         | 8× Platino    | 240 000               | [ 45 ]  |
| Reino Unido (BPI)             | 3× Platino    | 1 800 000             | [ 173 ] |

## Historial de lanzamientos
| País           | Fecha                   | Formato                | Ref.    |
| -------------- | ----------------------- | ---------------------- | ------- |
| Estados Unidos | 4 de agosto de 2009     | Contemporary hit radio | [ 174 ] |
| Mundial        | 11 de agosto de 2009    | Descarga digital       | [ 10 ]  |
| Australia      | 9 de octubre de 2009    | Descarga digital       | [ 145 ] |
| Europa         | 9 de octubre de 2009    | Descarga digital       | [ 146 ] |
| Reino Unido    | 9 de octubre de 2009    | Descarga digital       | [ 143 ] |
| Japón          | 26 de octubre de 2009   | CD                     | [ 144 ] |
| Norteamérica   | 21 de diciembre de 2009 | Maxi CD                | [ 147 ] |

## Créditos y personal
- Voz: Miley Cyrus.
- Compositor: Jessica «Jessie J» Cornish, Lukasz «Dr. Luke» Gottwald y Claude Kelly.
- Productor: Lukasz «Dr. Luke» Gottwald.
- Mezcla: E Craig, Serban Ghenea, J. Sullivan y The Wideboys.
- A&R: Jon Lind.

Créditos adaptados a partir de las notas de The Time of Our Lives.